# نصر أباد (جلغة)
نصر أباد (بالفارسية: نصرآباد) هي قرية تقع في إيران في قسم جلغة الريفي. يقدر عدد سكانها بـ 251 نسمة بحسب إحصاء 2016.